# Scaphiella argentina
Scaphiella argentina är en spindelart som beskrevs av Birabén 1954. Scaphiella argentina ingår i släktet Scaphiella och familjen dansspindlar. Inga underarter finns listade i Catalogue of Life.